# West Coast Swing

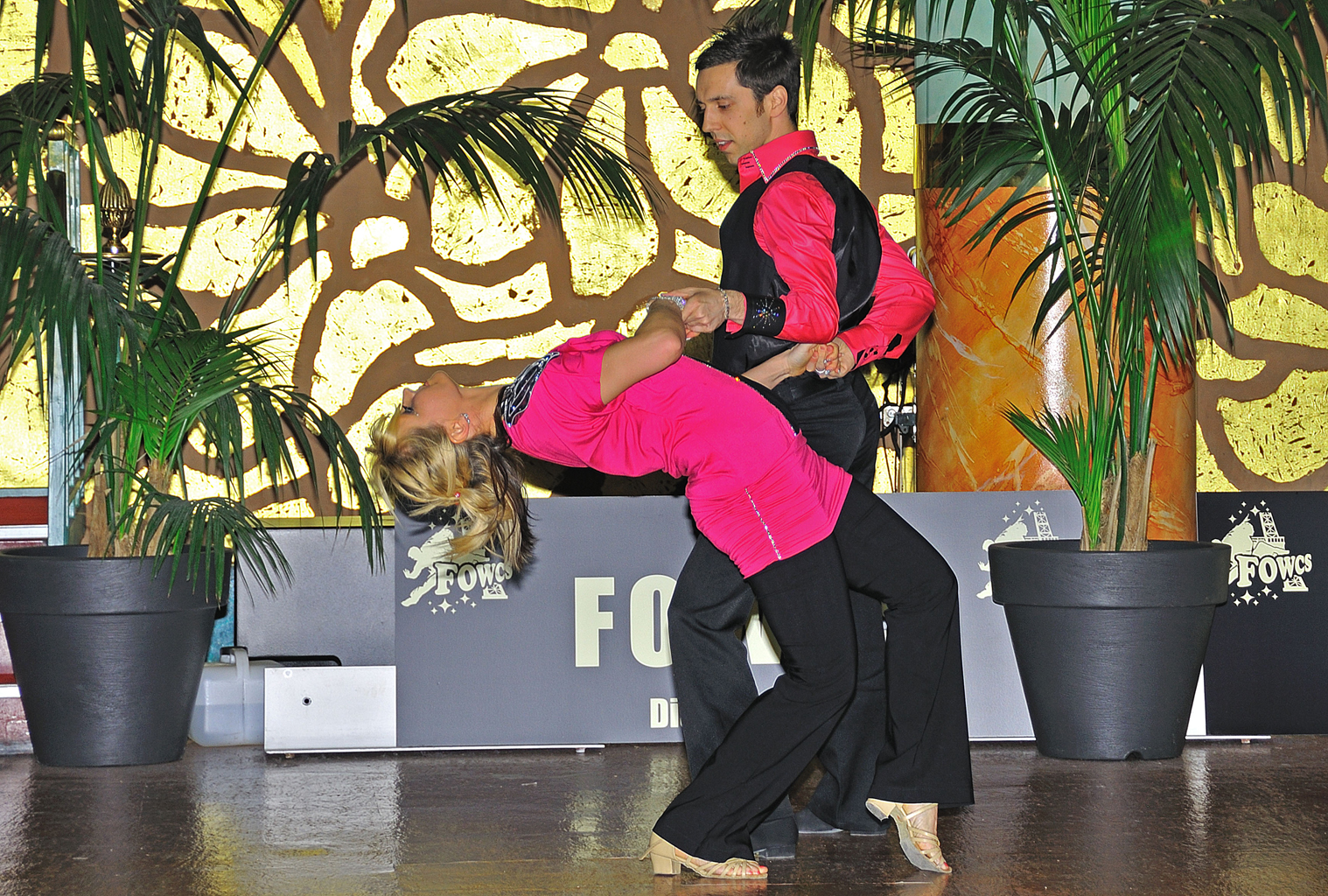
Zwei Tänzer an einem Strictly-Wettbewerb in Frankreich

West Coast Swing ist ein Paartanz aus der Familie der Swing-Tänze.

## Ursprünge
Der Tanz entstand an der Westküste der Vereinigten Staaten. Es ist der offizielle Tanz des Bundesstaates Kalifornien. Die Ursprünge des West Coast Swing reichen musikalisch zurück bis in die Zeit der 1920er, als sich der Swing aus den ersten Jazz-Strömungen zu etablieren begann.
Als Vorläufer wird meist der Lindy Hop genannt, insbesondere der sogenannte „Hollywood Style“ von Dean Collins. Dieser Interpretation widersprechen einige Tänzer und Swingtanz-Forscher, so zum Beispiel Nick Williams: „Another misconception is that Dean was responsible for West Coast Swing. This is not true and, in fact, Dean was not entirely a fan of WCS. Lastly, Dean and Jewel are often associated with Hollywood Style. Hollywood Style is Erik Robison and Sylvia Skylar’s style and interpretation of the Southern California dancers in the 1940’s. Dean and Jewel were not their main influences.“
Die Prägung regionaler Swing-Richtungen verstärkte sich nach dem Zweiten Weltkrieg. Mit Rückkehr der US-Soldaten über die östlichen Landesteile, oft über New York City, brachten sie die Musik und den Tanz der US-Ostküste in ihre Heimat und transformierten diese in ihre Gesellschaftsschichten.
Im Unterschied zu anderen Swing-Tänzen orientiert sich der West Coast Swing weniger am ursprünglichen klassischen, stark rhythmus-orientierten Feeling (Art der Musikinterpretation). Der West Coast Swing hat sich seit seiner Einführung ständig weiterentwickelt und dabei Elemente aus diesen Tänzen aufgegriffen und deren Charakteristika in die Tanzbewegungen und Figuren adaptiert. Im Gegensatz zum „Ballroom-Dance“, der meist in eigens dafür errichteten Sälen getanzt wurde, zeichnen sich viele dieser Stile durch platzsparende Ausführung aus, denn sie wurden als „Social Dance“ vorwiegend in engen Räumlichkeiten, in Bars u. a. m. getanzt.
Mit Durchführung großer nationaler Tanzveranstaltungen verstärkte sich der Austausch unter den Swing-Tanzrichtungen erheblich. Man begann bedeutende landesweite Wettbewerbe abzuhalten. Die Sieger dieser Veranstaltungen inspirierten West Coast Swing. Die Adaption anderer Stile wurde schon fast programmatisch. Heute legt West Coast Swing an den vom World Swing Dance Council durchgeführten Veranstaltungen, wie auch an den US Open Swing Dance Championships, besonderen Wert auf aktuelle Musikstile und wird inzwischen oft auf Disco, moderne Popmusik und Hip-Hop-Musik getanzt, aber nach wie vor auch auf klassische Swing-Musik. West Coast Swing inspiriert seinerseits auch andere Tanzstile. So wird die Turnierform des Jack ’n’ Jill (frei zugeloste Paarungen, aber mit Einzelwertung der Tänzer und Ausscheidung im K.-o.-System) inzwischen auch im Discofox ausgetragen und die besondere Form des Führen-und-Folgens wird im Disco-Swing im Unterricht vermittelt.

## Charakteristik
Der West Coast Swing ist, im Unterschied zu den ursprünglich sehr freien Swing-Tänzen, stationär, das heißt, er wird in einem schmalen, länglichen Bereich, dem Slot getanzt. Der Follower (in der Regel die Dame) bewegt sich entlang des Slots, während der Leader (in der Regel der Herr) stationär in der Mitte des Slots bleibt und diesen nur verlässt, um den Follower passieren zu lassen. Da der Slot meist beibehalten wird, ist der Platzbedarf auf der Tanzfläche relativ gering und vorhersehbar.
Die Führungsbewegungen des Leader erfolgen ohne ruckartige Manöver, wodurch sämtliche Figuren im West Coast Swing weich, flüssig und gleitend erscheinen. Der Tanz zeichnet sich auf Fortgeschrittenenniveau durch anschauliche Improvisation und Interpretation der Musik mittels Körperbewegung aus. Der Rhythmus der Musik wird vorwiegend mit eleganten Körperbewegungen als Ausdruck der ganzen Erscheinung des Tanzpaares betont. Die in anderen Swing-Tänzen übliche rhythmische Beinarbeit, mit welcher der Takt der Musik vom Leader an den Follower übertragen wird, der Bounce, fehlt gänzlich.
Auf die in den Swing-Tänzen charakteristische Körperhaltung des Tanzpaares zueinander – der sogenannte A- und V-Shape – wird Wert gelegt: Der A-Shape (Körperhaltung in der Form des Buchstabens A mit leichter Neigung nach vorne) wird eingenommen, wenn das Tanzpaar nahe beisammensteht und die Körperspannung zum Zurückweichen aufgebaut wird, wohingegen der V-Shape (Körperhaltung in Forme eines V mit leichter Neigung nach hinten) eingenommen wird, wenn die maximale Distanz erreicht ist und die Spannung zur Annäherung aufgebaut wird.
In den Vereinigten Staaten gibt es im West Coast Swing eine große Wettbewerbsszene. Trotzdem wird viel Wert auf die sozialen Aspekte des Tanzens gelegt. So ist zum Beispiel Jack ’n’ Jill (Zulosung der Tanzpartner) die größte Wettbewerbskategorie mit den meisten Teilnehmern. Auch in Europa wird der Tanz immer beliebter: So ist West Coast Swing mittlerweile bei über 16 % der Workshops auf Europas großem Tanzfestival Euro Dance Festival das Thema.

## Wettbewerbskategorien
Es gibt grundsätzlich vier verschiedene Wettbewerbskategorien, die sich in offene Klassen und Klassen mit verschiedenen Könnensstufen unterteilen.
Es gibt im West Coast Swing keine einheitlichen Regeln, lediglich die Aufstiegsregeln für Jack ’n’ Jill sind vom World Swing Dance Council festgelegt. Die übrigen Regeln können sich von Turnier zu Turnier unterscheiden. Jedoch wird von den meisten Veranstaltern das Regelwerk der US Open oder von Swing Diego anerkannt und genutzt.
Jack ’n’ Jill
Dies ist die Wettbewerbsart mit der größten Teilnehmerzahl. Hier meldet man sich entweder als Leader oder als Follower an. Man bekommt erst auf der Tanzfläche seinen Partner zugelost, die Musik wird vom Veranstalter ausgewählt. In den Vorrunden bekommt man meist einen neuen Partner pro Song und wird einzeln bewertet. Im Finale bekommt man einen festen Partner zugelost und wird als Paar bewertet. Hier gibt es die Klassen Newcomer, Novice, Intermediate, Advanced, All-Stars und die Champions-Klasse, sowie die Altersklassen Juniors, Sophisticated und Masters, die je nach Event unterschiedlich bezeichnet werden können.
Strictly
Hier meldet man sich als festes Paar an und tanzt auf die verschiedenen Musikrichtungen des West Coast Swing nach dem Prinzip Führen und Folgen. Die Musik wird wie bei Jack ’n’ Jill vom Veranstalter gewählt, so dass keine gemeinsam trainierte Choreografie möglich ist.
Classic
Diese ist eine offene Division. Das bedeutet, hier gibt es keine Klassen, es tanzen hier auch Profis gegen Einsteiger. Bei Classic kann das Tanzpaar eine eigene Choreographie auf ein selbstgewähltes Lied vorstellen, wobei jeder Partner Kontakt zum Boden halten muss, Hebefiguren sind verboten. Classic gilt bei den West-Coast-Swing-Tänzern als Königsdisziplin, da deutlich erkennbar sein muss, dass es sich um West Coast Swing handelt, und somit ein großes technisches Wissen vorhanden sein muss.
Showcase
Bei dieser der Classic-Kategorie sehr ähnlichen Kategorie kommt es nicht so stark auf die Erkennbarkeit des West Coast Swing an. Der größte Unterschied ist, dass im Showcase eine bestimmte Menge an Hebefiguren vorgeschrieben sind. Diese Menge kann je nach Turnier variieren.

## Deutsche Meisterschaft
Die deutschen Meisterschaften im West Coast Swing werden in Deutschland durch den TAF Germany ausgerichtet.
| Jahr | Leader             | Follower         |                                 |
| ---- | ------------------ | ---------------- | ------------------------------- |
| 2022 | ---                | ---              | entfiel wegen COVID-19-Pandemie |
| 2021 | ---                | ---              | entfiel wegen COVID-19-Pandemie |
| 2020 | ---                | ---              | entfiel wegen COVID-19-Pandemie |
| 2019 | Alexandru Tanasoiu | Sahra Gottwald   | Bonn, 16.11.2019                |
| 2018 | Cliff Pereira      | Laura Wenger     | Bonn, 17.11.2018                |
| 2017 | Carlo Testa        | Sarah Wiener     | Düsseldorf                      |
| 2016 | Ronny Hörig        | Laura Wenger     |                                 |
| 2015 | Carlo Testa        | Gillian Kespohl  | Düsseldorf, 02.08.2015          |
| 2014 | Thomas Wurmseder   | Giulia Kohlrusch |                                 |

## Deutsche WSDC Erfolge
Erster deutscher All-Star Level Tänzer ist Xi Dünnhoff, der im Februar 2017 während des Events Swingtzerland die notwendigen Punkte in Advanced erreichte.
Erster deutscher All-Star Level Follower ist Giulia Kohlrusch. Sie erreichte das All-Stars Level am 1. Juli 2017 während des Events Phoenix 4th of July.
Erste deutsche Champion Level Tänzerin ist Jula Palenga. Sie ertanzte sich ihre ersten Champion-Level-Punkte während der Bavarian Open am 14. September 2024.